# Siva Automobili
Siva Automobili Srl war ein Automobilhersteller, der im süditalienischen Lecce ansässig war. Das Unternehmen existierte vier Jahre lang. Es produzierte lediglich ein Modell: den Siva Sirio, ein sportliches Coupé mit Targadach.

## Unternehmensgeschichte
Der Name Siva ist die Kurzform für Società Italiana Vendita Automobili. Das Unternehmen wurde 1966 von Achille und Sergio Candido gegründet. Achille Candido war Inhaber einer Ford-Vertretung im süditalienischen Lecce. Auslöser für die Entscheidung, selbst einen Sportwagen zu entwickeln, war der Bizzarrini 1900 GT Europa, der 1966 der Öffentlichkeit vorgestellt wurde. Der weitgehend auf Opel-Technik basierende Bizzarrini erregte einiges Aufsehen, und die italienischen Medien spekulierten bald über eine Serienproduktion in größerem Umfang. Conrero versuchte daraufhin, ein ähnlich konzipiertes Fahrzeug zu entwickeln, das auf Ford-Komponenten basieren und zum Bizzarrini in Konkurrenz treten sollte. Siva nahm die Herstellung des eigenen Sportwagens 1968 auf. Zu dieser Zeit war Bizzarrini bereits insolvent, und die Produktion des 1900 GT Europa endete nach nur 20 Exemplaren. Auch der Siva Sirio konnte sich nicht durchsetzen. 1970 wurde die Produktion eingestellt. Wenig später wurde das Unternehmen Siva aufgelöst.

## Der Siva Sirio
Der Siva Sirio war als zweisitziger Mittelmotorsportwagen konzipiert. Seine Bezeichnung verweist auf den Stern Sirius.
Die Technik entwickelte der italienische Rennwagenkonstrukteur Virgilio Conrero. Das Auto verfügte über einen Rohrrahmen und ein Fahrwerk mit Einzelradaufhängung an allen Rädern. Als Antrieb diente ein Sechszylindermotor des Ford 20M, der vor der Hinterachse eingebaut war. In der Serienversion leistete das Triebwerk 90 PS; daneben kündigte Siva eine getunte Version mit 130 PS an. Mit diesem leistungsgesteigerten Motor sollte der Sirio eine Höchstgeschwindigkeit von 200 km/h erreichen.
Die Karosserie geht auf einen Entwurf von Giovanni Michelotti zurück. Michelottis Zeichnungen sahen einen kompakten Zweitürer mit spitz zulaufender Front, Klappscheinwerfern, gerader Gürtellinie und breiter B-Säule vor, die einen auffälligen Knick aufwies. Das Dach des Wagens konnte entfernt werden. In dieser Form nahm der Entwurf einige Merkmale des Fiat X1/9 vorweg. Allerdings wurde Michelottis Vorschlag nicht umgesetzt. Candido ließ den Entwurf vom neu gegründeten Designstudio Stile Italia überarbeiten, das zuvor bereits eine Spyder-Version des Bizzarrini GT 5300 gestaltet hatte. Die Überarbeitung führte zu einer wesentlich geschwungeneren Gürtellinie. Die Klappscheinwerfer wurden durch verglaste Rundscheinwerfer ersetzt. Auch der Überrollbügel erhielt eine neue Form. Er erinnerte an den Bizzarrini GT 5300 Spyder S.I.
Der Siva Sirio wurde auf dem Turiner Autosalon 1967 der Öffentlichkeit vorgestellt; hier standen drei Prototypen, die der Turiner Spezialbetrieb Carbondio in Zusammenarbeit mit Stile Italia hergestellt hatte. Die italienische Presse äußerte sich positiv über das Auto; eine Zeitschrift nannte es im Hinblick auf den in Apulien ansässigen Hersteller „die 200 km/h schnelle Bombe aus dem Süden“.
Achille Candido kündigte eine Produktion von 300 Fahrzeugen im Jahr 1969 und 500 weiteren 1970 an. Dazu kam es aber nicht; einige Quellen nennen Finanzprobleme als Grund für das Scheitern. In der Literatur wird üblicherweise davon ausgegangen, dass der Sirio nur in einer kleinen Serie hergestellt wurde. Genaue Produktionszahlen sind nicht bekannt.